# 四(三甲基硅基)甲烷
四(三甲基硅基)甲烷（TTMSM）是一种有机硅化合物，化学式为C13H36Si4。它可由四氯化碳或四溴化碳和三甲基氯硅烷在无水四氢呋喃中和锂反应得到。它和叔丁基锂在四甲基乙二胺中反应，可以得到(Me3Si)3CSiMe2CH2Li（Me为甲基）。